# Show! Music Core
Show! Music Core (Hangul: 쇼! 음악중심; Hanja: 音樂中心; Syo! Eum-ak Joong-sim) é um programa de televisão musical sul-coreano, transmitido pela MBC. É transmitido ao vivo todos os sábados, às 16:20 KST/UTC+9. O show traz alguns dos mais populares artistas coreanos da atualidade que se apresentam ao vivo no palco.

## História
O primeiro programa musical similar que foi ao ar pela MBC foi o Show Network (쇼 네트워크) em 1989, que na época era o primeiro programa musical a apresentar paradas de sucesso. Foi substituído em 1991 pelo Everyone's Popular Songs (여러분의 인기가요), que foi substituído pelo Choice Best Popular Songs (결정 최고 인기가요) em 1993; este foi substituído pelo Popular Songs Best 50 (인기가요 베스트 50), que por sua vez também foi substituído pelo Live Young Times (생방송 젊은 그대) em 1998. Esse programa foi rapidamente substituído pelo familiar Music Camp (음악캠프), que foi ao ar de 25 de abril de 1998 a 23 de janeiro de 1999, e foi substituído pelo breve Family Camp (가족캠프), mas foi reativado em 8 de maio de 1999 como Live Music Camp (생방송 음악캠프), que foi transmitido até 30 de julho de 2005, quando foi cancelado devido a um incidente de transmissão.
Depois de um breve hiato, Show! Music Core iniciou a ser transmitido em 29 de outubro de 2005 com paradas musicais similares a seus predecessores. No entanto, as paradas foram retiradas em 7 de janeiro de 2006 e continuou no ar sem nenhuma parada ou premiação. De 2007 a 2008, uma seção de Mobile Ranking ("ranking móvel") foi usada para classificar a popularidade das canções baixadas em telefones celulares e de sites de música.

## Apresentadores
| Data                                                             | Apresentadores                  |
| ---------------------------------------------------------------- | ------------------------------- |
| 29 de outubro de 2005 - 29 de abril de 2006                      | Shin Dong-wook, Hong Su-ah      |
| 6 de maio - 4 de novembro de 2006                                | Brian, Jang-mi-in-ae            |
| 11 de novembro de 2006 - 31 de março de 2007                     | Brian, Kim Hyun-joong           |
| 12 de maio - 30 de junho de 2007                                 | Brian, Sohee, Hyuna             |
| 7 de julho - 3 de novembro de 2007                               | Brian, Kangin                   |
| 10 de novembro de 2007 - Abril de 2008                           | T.O.P, Sohee, Sunye             |
| Maio de 2008 - Abril de 2009                                     | Seungri, Daesung, Sol Bi        |
| 4 de abril de 2009 - 31 de julho de 2010; 25 de dezembro de 2010 | Tiffany, Yuri                   |
| 29 de maio - 12 de junho; 7 de agosto - 23 de outubro de 2010    | Diversos MCs Especiais          |
| 30 de outubro de 2010 - 9 de julho de 2011                       | Onew, Min-ho, Suzy, Ji-yeon     |
| 16 de julho de 2011 - 8 de outubro de 2011                       | Suzy, Ji-yeon                   |
| 15 de outubro de 2011 - 28 de janeiro de 2012                    | Tiffany, Yuri                   |
| 25 de fevereiro de 2012 -                                        | Taeyeon, Tiffany, Seohyun       |
| 7 de abril de 2012                                               | Yonghwa, Hyoyeon, Seohyun       |
| 14 de abril de 2012 - 21 de julho de 2012                        | Taeyeon, Tiffany, Seohyun       |
| 28 de julho de 2012                                              | Eunhyuk, Kyuhyun, Ji-yeon       |
| 4 de agosto de 2012                                              | Doojoon, Bora, Dasom            |
| 11 de agosto de 2012                                             | Taeyeon, Tiffany, Seohyun       |
| 18 de agosto de 2012 - 25 de agosto de 2012                      | Doojoon, Yoseob, Bora           |
| 1 de setembro de 2012 - 15 de agosto de 2012                     | Taeyeon, Tiffany, Seohyun       |
| 22 de setembro de 2012 - 15 de agosto de 2012                    | Kwanghee, Siwan, Sunhwa, Zinger |
| 29 de setembro de 2012 - 15 de agosto de 2012                    | Kwanghee, Hyoseong, Sunhwa      |
| 6 de outubro de 2012 - 13 de outubro de 2012                     | Taeyeon, Tiffany, Seohyun       |
| 20 de outubro de 2012                                            | Hyoseong, Sunhwa                |
| 27 de outubro de 2012 - 3 de novembro de 2012                    | Taeyeon, Tiffany, Seohyun       |
| 10 de novembro de 2012                                           | Daehyun, Min, Suzy              |
| 17 de novembro de 2012                                           | Taeyeon, Tiffany, Seohyun       |
| 24 de novembro de 2012                                           | Lee Joon, Sunhwa                |
| 1 de dezembro de 2012                                            | Lee Joon, Oh Yeon-seo           |
| 8 de dezembro de 2012 - 12 de janeiro de 2013                    | Taeyeon, Tiffany, Seohyun       |
| -                                                                | -                               |
| 30 de setembro de 2018 - 12 de janeiro de 2019                   | Mina, Mark                      |
| 19 de janeiro de 2019 - 9 de fevereiro                           | Mina                            |
| 16 de fevereiro de 2019 – Presente                               | Mina, Chani, Hyunjin            |

## Lista de vencedores

### 2018
|   | Maior pontuação em 2018       |
| — | Não foi realizado nenhum show |

| Episódio | Data            | Artista                        | Canção                                           | Pontuação                      |
| -------- | --------------- | ------------------------------ | ------------------------------------------------ | ------------------------------ |
| 573      | 6 de Janeiro    | EXO                            | "Universe"                                       | 9.031                          |
| 574      | 13 de Janeiro   | Twice                          | "Heart Shaker"                                   | 7.007                          |
| 575      | 20 de Janeiro   | Infinite                       | "Tell Me"                                        | 6.494                          |
| 576      | 27 de Janeiro   | Sunmi                          | "Heroine"                                        | 6.010                          |
| 577      | 3 de Fevereiro  | Jonghyun                       | "Shinin'"                                        | 7.975                          |
| —        | 10 de Fevereiro | Sem transmissão e sem vencedor | Sem transmissão e sem vencedor                   | Sem transmissão e sem vencedor |
| —        | 17 de Fevereiro |                                |                                                  |                                |
| 578      | 24 de Fevereiro | iKON                           | "Love Scenario"                                  | 8.620                          |
| 579      | 3 de Março      | iKON                           | "Love Scenario"                                  | 8.551                          |
| 580      | 10 de Março     | iKON                           | "Love Scenario"                                  | 7.929                          |
| 581      | 17 de Março     | Wanna One                      | "I Promise You (I.P.U.)"                         | 7.619                          |
| —        | 24 de Março     | Sem transmissão e sem vencedor | Sem transmissão e sem vencedor                   | Sem transmissão e sem vencedor |
| 582      | 31 de Março     | Wanna One                      | "Boomerang"                                      | 9.289                          |
| 583      | 7 de Abril      | Wanna One                      | "Boomerang"                                      | 6.425                          |
| 584      | 14 de Abril     | Winner                         | "Everyday"                                       | 9.112                          |
| 585      | 21 de Abril     | Twice                          | "What is Love?"                                  | 8.029                          |
| 586      | 28 de Abril     | Twice                          | "What is Love?"                                  | 8.934                          |
| —        | 5 de Maio       | Sem transmissão e sem vencedor | Sem transmissão e sem vencedor                   | Sem transmissão e sem vencedor |
| 587      | 12 de Maio      | GFriend                        | "Time For The Moon Night"                        | 8.842                          |
| 588      | 19 de Maio      | GFriend                        | "Time For The Moon Night"                        | 7.872                          |
| 589      | 26 de Maio      | BTS                            | "Fake Love"                                      | 8.919                          |
| 590      | 2 de Junho      | BTS                            | "Fake Love"                                      | 10,000                         |
| 591      | 9 de Junho      | BTS                            | "Fake Love"                                      | 8.056                          |
| 592      | 16 de Junho     | Wanna One                      | "Light"                                          | 8.025                          |
| 593      | 23 de Junho     | Blackpink                      | "Ddu-Du Ddu-Du"                                  | 6.071                          |
| 594      | 30 de Junho     | Blackpink                      | "Ddu-Du Ddu-Du"                                  | 8.174                          |
| 595      | 7 de Julho      | Blackpink                      | "Ddu-Du Ddu-Du"                                  | 7.273                          |
| 596      | 14 de Julho     | Blackpink                      | "Ddu-Du Ddu-Du"                                  | 7.367                          |
| 597      | 11 de Julho     | Twice                          | "Dance The Night Away"                           | 9.792                          |
| 598      | 28 de Julho     | Sem transmissão e sem vencedor | Sem transmissão e sem vencedor                   | Sem transmissão e sem vencedor |
| 599      | 4 de Agosto     | Twice                          | "Dance The Night Away"                           | 7.440                          |
| 600      | 11 de Agosto    | Twice                          | "Dance The Night Away"                           | 6.575                          |
| 601      | 18 de Agosto    | Red Velvet                     | "Power Up"                                       | 9.387                          |
| —        | 25 de Agosto    | Sem transmissão e sem vencedor | Sem transmissão e sem vencedor                   | Sem transmissão e sem vencedor |
| —        | 1 de Setembro   | Sem transmissão e sem vencedor | Sem transmissão e sem vencedor                   | Sem transmissão e sem vencedor |
| 602      | 8 de Setembro   | Sem transmissão e sem vencedor | Sem transmissão e sem vencedor                   | Sem transmissão e sem vencedor |
| —        | 15 de Setembro  | Sem transmissão e sem vencedor | Sem transmissão e sem vencedor                   | Sem transmissão e sem vencedor |
| 603      | 22 de Setembro  | Sunmi                          | "Siren"                                          | 6.513                          |
| 604      | 29 de Setembro  | GOT7                           | "Lullaby"                                        | 6.123                          |
| 605      | 6 de Outubro    | Im Changjung                   | "There Has Never Been A Day I Haven't Loved You" | 5.840                          |
| 606      | 13 de Outubro   | iKON                           | "Goodbye Road"                                   | 8.577                          |
| 607      | 20 de Outubro   | IU                             | "BbiBbi"                                         | 8.067                          |
| 608      | 27 de Outubro   | IU                             | "BbiBbi"                                         | 8.264                          |
| 609      | 3 de Novembro   | IU                             | "BbiBbi"                                         | 7.729                          |
| —        | 10 de Novembro  | Sem transmissão e sem vencedor | Sem transmissão e sem vencedor                   | Sem transmissão e sem vencedor |
| 610      | 17 de Novembro  | Sem chart e sem vencedor       | Sem chart e sem vencedor                         | Sem chart e sem vencedor       |
| —        | 24 de Novembro  | Sem transmissão e sem vencedor | Sem transmissão e sem vencedor                   | Sem transmissão e sem vencedor |
| 611      | 1 de Dezembro   | Wanna One                      | "Spring Breeze"                                  | 8.123                          |
| 612      | 8 de Dezembro   | Mino                           | "Fiancé"                                         | 6.961                          |
| 613      | 15 de Dezembro  | Mino                           | "Fiancé"                                         | 7.302                          |
| 614      | 22 de Dezembro  | EXO                            | "Love Shot"                                      | 6.762                          |
| 615      | 29 de Dezembro  | Sem chart e sem vencedor       | Sem chart e sem vencedor                         | Sem chart e sem vencedor       |

### 2019
|   | Maior pontuação em 2019       |
| — | Não foi realizado nenhum show |

| Episódio | Data            | Artista                        | Canção                                                 | Pontuação                      |
| -------- | --------------- | ------------------------------ | ------------------------------------------------------ | ------------------------------ |
| 616      | 5 de Janeiro    | Winner                         | "Millions"                                             | 6.961                          |
| 617      | 12 de Janeiro   | Chung Ha                       | "Gotta Go"                                             | 7.020                          |
| 618      | 19 de Janeiro   | Chung Ha                       | "Gotta Go"                                             | 6.795                          |
| 619      | 26 de Janeiro   | GFriend                        | "Sunrise"                                              | 6.698                          |
| 620      | 2 de Fevereiro  | Seventeen                      | "Home"                                                 | 6.874                          |
| —        | 9 de Fevereiro  | Sem transmissão e sem vencedor | Sem transmissão e sem vencedor                         | Sem transmissão e sem vencedor |
| 621      | 16 de Fevereiro | Chung Ha                       | "Gotta Go"                                             | 5.668                          |
| 622      | 23 de Fevereiro | ITZY                           | "Dalla Dalla"                                          | 7.164                          |
| 623      | 2 de Março      | Hwasa                          | "Twit"                                                 | 7.344                          |
| 624      | 9 de Março      | ITZY                           | "Dalla Dalla"                                          | 6.267                          |
| 625      | 16 de Março     | Hwasa                          | "Twit"                                                 | 5.804                          |
| —        | 23 de Março     | Sem transmissão e sem vencedor | Sem transmissão e sem vencedor                         | Sem transmissão e sem vencedor |
| 626      | 30 de Março     | Mamamoo                        | "Gogobebe"                                             | 7.444                          |
| 627      | 6 de Abril      | Taeyeon                        | "Four Seasons"                                         | 7.372                          |
| 628      | 13 de Abril     | Chen                           | "Beautiful Goodbye"                                    | 6.732                          |
| 629      | 20 de Abril     | BTS                            | "Boy with Luv"                                         | 6.743                          |
| 630      | 27 de Abril     | BTS                            | "Boy with Luv"                                         | 10.000                         |
| —        | 4 de Maio       | Sem transmissão e sem vencedor | Sem transmissão e sem vencedor                         | Sem transmissão e sem vencedor |
| 631      | 11 de Maio      | BTS                            | "Boy with Luv"                                         | 7.967                          |
| 632      | 18 de Maio      | BTS                            | "Boy with Luv"                                         | 8.278                          |
| 633      | 25 de Maio      | BTS                            | "Boy with Luv"                                         | 8.830                          |
| 634      | 1 de Junho      | BTS                            | "Boy with Luv"                                         | 8.247                          |
| 635      | 8 de Junho      | BTS                            | "Boy with Luv"                                         | 7.218                          |
| 636      | 15 de Junho     | BTS                            | "Boy with Luv"                                         | 6.902                          |
| 637      | 22 de Junho     | BTS                            | "Boy with Luv"                                         | 6.080                          |
| 638      | 29 de Junho     | Red Velvet                     | "Zimzalabim"                                           | 6.245                          |
| 639      | 6 de Julho      | Chung Ha                       | "Snapping"                                             | 7.864                          |
| 640      | 13 de Julho     | GFriend                        | "Fever"                                                | 6.463                          |
| 641      | 20 de Julho     | Baekhyun                       | "UN Village"                                           | 6.773                          |
| 642      | 27 de Julho     | Sem chart e sem vencedor       | Sem chart e sem vencedor                               | Sem chart e sem vencedor       |
| 643      | 3 de Agosto     | Sem chart e sem vencedor       | Sem chart e sem vencedor                               | Sem chart e sem vencedor       |
| 644      | 10 de Agosto    | ITZY                           | "Icy"                                                  | 7.412                          |
| 645      | 17 de Agosto    | ITZY                           | "Icy"                                                  | 6.309                          |
| 646      | 24 de Agosto    | ITZY                           | "Icy"                                                  | 7.175                          |
| 647      | 31 de Agosto    | Red Velvet                     | "Umpah Umpah"                                          | 8.033                          |
| —        | 7 de Setembro   | Sem transmissão e sem vencedor | Sem transmissão e sem vencedor                         | Sem transmissão e sem vencedor |
| 648      | 14 de Setembro  | Sem chart e sem vencedor       | Sem chart e sem vencedor                               | Sem chart e sem vencedor       |
| 649      | 21 de Setembro  | BOL4                           | "Workaholic"                                           | 7.175                          |
| 650      | 28 de Setembro  | BOL4                           | "Workaholic"                                           | 6.656                          |
| —        | 5 de Outubro    | Sem transmissão e sem vencedor | Sem transmissão e sem vencedor                         | Sem transmissão e sem vencedor |
| 651      | 12 de Outubro   | Sem chart e sem vencedor       | Sem chart e sem vencedor                               | Sem chart e sem vencedor       |
| 652      | 19 de Outubro   | Sem chart e sem vencedor       | Sem chart e sem vencedor                               | Sem chart e sem vencedor       |
| 653      | 26 de Outubro   | AKMU                           | "How Can I Love the Heartbreak, You're the One I Love" | 8.390                          |
| 654      | 2 de Novembro   | NU'EST                         | "Love Me"                                              | 7.670                          |
| 655      | 9 de Novembro   | Taeyeon                        | "Spark"                                                | 9.740                          |
| 656      | 16 de Novembro  | IU                             | "Love Poem"                                            | 8.830                          |
| 657      | 23 de Novembro  | IU                             | "Love Poem"                                            | 7.194                          |
| —        | 30 de Novembro  | Sem transmissão e sem vencedor | Sem transmissão e sem vencedor                         | Sem transmissão e sem vencedor |
| 658      | 7 de Dezembro   | EXO                            | "Obsession"                                            | 8.194                          |
| 659      | 14 de Dezembro  | EXO                            | "Obsession"                                            | 7.549                          |
| 660      | 20 de Dezembro  | IU                             | "Blueming"                                             | 7.312                          |
| 661      | 28 de Dezembro  | Sem chart e sem vencedor       | Sem chart e sem vencedor                               | Sem chart e sem vencedor       |

### 2020
|   | Maior pontuação em 2020       |
| — | Não foi realizado nenhum show |

| Episódio | Data            | Artista                        | Canção                         | Pontuação                      |
| -------- | --------------- | ------------------------------ | ------------------------------ | ------------------------------ |
| 662      | 4 de Janeiro    | Red Velvet]                    | "Psycho"                       | 10.895                         |
| 663      | 11 de Janeiro   | Red Velvet]                    | "Psycho"                       | 9.398                          |
| 664      | 18 de Janeiro   | Red Velvet]                    | "Psycho"                       | 8.047                          |
| —        | 25 de Janeiro   | Sem transmissão e sem vencedor | Sem transmissão e sem vencedor | Sem transmissão e sem vencedor |
| 665      | 1 de Fevereiro  | Zico                           | "Any Song"                     | 8.267                          |
| 666      | 8 de Fevereiro  | Zico                           | "Any Song"                     | 7.630                          |
| 667      | 15 de Fevereiro | Zico                           | "Any Song"                     | 6.900                          |
| 668      | 22 de Fevereiro | Zico                           | "Any Song"                     | 7.001                          |
| 669      | 29 de Fevereiro | BTS                            | "On"                           | 8.288                          |
| 670      | 7 de Março      | BTS                            | "On"                           | 10.518                         |
| 671      | 14 de Março     | BTS                            | "On"                           | 8.038                          |
| 672      | 21 de Março     | BTS                            | "On"                           | 8.516                          |
| 673      | 28 de Março     | BTS                            | "On"                           | 8.909                          |
| 674      | 4 de Abril      | Kang Daniel                    | "2U"                           | 9.142                          |
| 675      | 11 de Abril     | Suho                           | "Let's Love"                   | 9.861                          |
| 676      | 18 de Abril     | (G)I-DLE                       | "Oh My God"                    | 8.788                          |
| 677      | 25 de Abril     | Apink                          | "Dumhdurum"                    | 10.780                         |

## Conquistas por artista
| Posição | Artista           | Contagem |
| ------- | ----------------- | -------- |
| 1º      | Exo               | 19       |
| 2º      | BTS               | 17       |
| 3º      | Wanna One         | 12       |
| 4º      | IU                | 11       |
| 5º      | Beast/Highlight   | 10       |
| 6º      | Twice             | 9        |
| 6º      | Apink             | 9        |
| 7º      | Red Velvet        | 8        |
| 9º      | Big Bang          | 5        |
| 9º      | Girls' Generation | 5        |
| 9º      | Infinite          | 5        |
| 9º      | iKon              | 5        |
| 9º      | Itzy              | 5        |
| 14º     | g.o.d             | 4        |
| 14º     | Shinhwa           | 4        |
| 14º     | GFriend           | 4        |
| 14º     | Blackpink         | 4        |
| 14º     | Chungha           | 4        |
| 14º     | Zico              | 4        |

| Posição | Artista    | Canção                 | Contagem | Ano       |
| ------- | ---------- | ---------------------- | -------- | --------- |
| 1º      | BTS        | "Boy with Luv"         | 9 vezes  | 2019      |
| 2º      | Apink      | "Luv"                  | 5 vezes  | 2014–2015 |
| 2º      | BTS        | "On"                   | 5 vezes  | 2020      |
| 4º      | g.o.d      | "2 Love"               | 4 vezes  | 2005      |
| 4º      | Exo        | "Call Me Baby"         | 4 vezes  | 2015      |
| 4º      | Wanna One  | "Beautiful"            | 4 vezes  | 2017      |
| 4º      | Blackpink  | "Ddu-Du Ddu-Du"        | 4 vezes  | 2018      |
| 4º      | Zico       | "Any Song"             | 4 vezes  | 2020      |
| 9º      | Epik High  | "Fly"                  | 3 vezes  | 2005      |
| 9º      | Exo        | "Growl"                | 3 vezes  | 2013      |
| 9º      | Beast      | "Good Luck"            | 3 vezes  | 2014      |
| 9º      | Exo        | "Love Me Right"        | 3 vezes  | 2015      |
| 9º      | Wanna One  | "Energetic"            | 3 vezes  | 2017      |
| 9º      | iKon       | "Love Scenario"        | 3 vezes  | 2018      |
| 9º      | BTS        | "Fake Love"            | 3 vezes  | 2018      |
| 9º      | Twice      | "Dance the Night Away" | 3 vezes  | 2018      |
| 9º      | IU         | "Bbibbi"               | 3 vezes  | 2018      |
| 9º      | Itzy       | "Icy"                  | 3 vezes  | 2019      |
| 9º      | Red Velvet | "Psycho"               | 3 vezes  | 2020      |

Primeiro método (20 de abril de 2013 – 27 de abril de 2013): Álbuns físicos + Vendas digitais (40%), Visualizações de videoclipes (15%), Pré-votação do comitê de telespectadores (20%), Votação ao vivo (25%)

Segundo método (4 de maio de 2013 – 1º de junho de 2013): Álbuns físicos + Vendas digitais (60%), Visualizações de videoclipes (10%), Pré-votação do comitê de telespectadores (10%), Votação ao vivo (20%)

Terceiro método (8 de junho de 2013 – 14 de junho de 2014): Álbuns físicos + Vendas digitais (70%), Visualizações de videoclipes (10%), Pré-votação do comitê de telespectadores (10%), Votação ao vivo (10%)
| Posição | Artista  | Canção                 | Pontuação | Data        |
| ------- | -------- | ---------------------- | --------- | ----------- |
| 1º      | IU       | "The Red Shoes"        | 9.846     | 19/10/2013  |
| 2º      | Infinite | "Destiny"              | 9.770     | 23/07/2013  |
| 3º      | Shinee   | "Everybody"            | 9.641     | 26/10/2013  |
| 4º      | Apink    | "Mr. Chu"              | 9.447     | 12//04/2014 |
| 5º      | Exo      | "Overdose"             | 9.257     | 17/05/2014  |
| 6º      | Exo      | "Miracles in December" | 9.032     | 21/12/2013  |
| 7º      | Exo      | "Growl"                | 8.666     | 24/08/2013  |
| 8º      | Shinhwa  | "This Love"            | 8.540     | 01/06/2013  |
| 9º      | B1A4     | "What's Going On?"     | 8.479     | 18/05/2013  |
| 10º     | Sistar   | "Give It To Me"        | 8.473     | 29/06/2013  |

Quarto método (21 de junho de 2014 – 14 de novembro de 2015): Álbuns físicos + Vendas digitais (60%), Visualizações de videoclipes (10%), Pré-votação do comitê de telespectadores (15%), Votação ao vivo (15%)
| Posição | Artista           | Canção                   | Pontuação | Data       |
| ------- | ----------------- | ------------------------ | --------- | ---------- |
| 1º      | Beast             | "Good Luck"              | 10.000    | 28/06/2014 |
| 2º      | Girls' Generation | "Lion Heart"             | 9.699     | 19/09/2015 |
| 3º      | Exo               | "Love Me Right"          | 9.666     | 13/06/2015 |
| 4º      | Girls' Generation | "Party"                  | 9.660     | 18/07/2015 |
| 5º      | Exo               | "Love Me Right"          | 9.562     | 20/06/2015 |
| 6º      | Big Bang          | "Let's Not Fall in Love" | 9.472     | 22/08/2015 |
| 7º      | Shinee            | "View"                   | 9.251     | 06/06/2015 |
| 8º      | Apink             | "Luv"                    | 9.237     | 06/12/2014 |
| 9º      | Beast/Highlight   | "12:30"                  | 9.197     | 01/11/2014 |
| 10th    | VIXX              | "Love Equation"          | 9.094     | 07/03/2015 |

Quinto método (22 de abril de 2017 – 17 de agosto de 2019): Álbuns físicos + Vendas digitais 60%, Visualizações de videoclipes 10%, Pré-votação do comitê de telespectadores 10%, Transmissão na MBC Radio 5%, Votação ao vivo 15%
| Posição | Artista    | Canção                 | Pontuação | Data        |
| ------- | ---------- | ---------------------- | --------- | ----------- |
| 1º      | BTS        | "Fake Love"            | 10.000    | 02/06/2018  |
| 1º      | BTS        | "Boy with Luv"         | 10.000    | 27/04/2019  |
| 2º      | Twice      | "Heart Shaker"         | 9.929     | 23/12/2017  |
| 3º      | Twice      | "Dance the Night Away" | 9.792     | 21/07/2018  |
| 4º      | Wanna One  | "Energetic"            | 9.703     | 19/08/2017  |
| 5º      | Red Velvet | "Red Flavor"           | 9.427     | 22/07/2017  |
| 6º      | Red Velvet | "Power Up"             | 9.387     | 18/08/2018  |
| 7º      | Exo        | "Ko Ko Bop"            | 9.316     | 05/08/2017  |
| 8º      | Wanna One  | "Boomerang"            | 9.289     | 31//03/2018 |
| 9º      | Exo        | "Ko Ko Bop"            | 9.266     | 12/08/2017  |
| 10º     | Winner     | "Everyday"             | 9.112     | 14/04/2018  |

Sexto método (24 de agosto de 2019 – 14 de março de 2020): Álbuns físicos + Vendas digitais 60%, Visualizações de videoclipes 10%, Pré-votação do comitê de telespectadores (2.000 pessoas) 10%, Transmissão na MBC Radio 5%, Streaming HOT Chart 10% (somente para os indicados ao primeiro lugar), Votação ao vivo 15% (somente para os indicados ao primeiro lugar)
| Posição | Artista    | Canção                                                 | Pontuação | Data       |
| ------- | ---------- | ------------------------------------------------------ | --------- | ---------- |
| 1º      | Red Velvet | "Psycho"                                               | 10.895    | 04/01/2020 |
| 2º      | BTS        | "On"                                                   | 10.518    | 07/03/2020 |
| 3º      | Taeyeon    | "Spark"                                                | 9.740     | 09/11/2019 |
| 4º      | Red Velvet | "Psycho"                                               | 9.398     | 11/01/2020 |
| 5º      | IU         | "Love Poem"                                            | 8.830     | 16/11/2019 |
| 6º      | AKMU       | "How Can I Love the Heartbreak, You're the One I Love" | 8.390     | 26/10/2019 |
| 7º      | BTS        | "On"                                                   | 8.288     | 29/02/2020 |
| 8º      | Zico       | "Any Song"                                             | 8.267     | 01/02/2020 |
| 9º      | Exo        | "Obsession"                                            | 8.194     | 07/12/2019 |
| 10º     | Red Velvet | "Psycho"                                               | 8.047     | 18/01/2020 |

Sétimo método (21 de março de 2020 – até o momento): Álbuns físicos + Vendas digitais 60%, Visualizações de videoclipes 10%, Pré-votação do comitê de telespectadores (2.000 pessoas) 10%, Transmissão da MBC Radio 5%, Streaming HOT Chart 10% (somente para os indicados ao primeiro lugar), Votação ao vivo 15% (somente para os indicados ao primeiro lugar), Votação de fãs internacionais 10% (somente para os indicados ao primeiro lugar) 
| Posição | Artista     | Canção       | Pontuação | Data       |
| ------- | ----------- | ------------ | --------- | ---------- |
| 1º      | Apink       | "Dumhdurum"  | 10.780    | 25/04/2020 |
| 2º      | Suho        | "Let's Love" | 9.861     | 11/04/2020 |
| 3º      | Kang Daniel | "2U"         | 9.142     | 04/04/2020 |
| 4º      | BTS         | "On"         | 8.909     | 28/03/2020 |
| 5º      | (G)I-DLE    | "Oh My God"  | 8.788     | 18/04/2020 |
| 6º      | BTS         | "On"         | 8.516     | 21/03/2020 |

| Posição | Artista         | Canção                 | Pontuação | Data       |
| ------- | --------------- | ---------------------- | --------- | ---------- |
| 1º      | Red Velvet      | "Psycho"               | 10.895    | 04/01/2020 |
| 2º      | Apink           | "Dumhdurum"            | 10.780    | 25/04/2020 |
| 3º      | BTS             | "On"                   | 10.518    | 07/03/2020 |
| 4º      | Beast/Highlight | "Good Luck"            | 10.000    | 28/06/2014 |
| 4º      | BTS             | "Fake Love"            | 10.000    | 02/06/2018 |
| 4º      | BTS             | "Boy with Luv"         | 10.000    | 27/04/2019 |
| 5º      | Twice           | "Heart Shaker"         | 9.929     | 23/12/2017 |
| 6º      | IU              | "The Red Shoes"        | 9.846     | 19/10/2013 |
| 7º      | Twice           | "Dance the Night Away" | 9.792     | 21/07/2018 |
| 8º      | Beast/Highlight | "Destiny"              | 9.770     | 27/07/2013 |
| 9º      | Taeyeon         | "Spark"                | 9.740     | 09/11/2019 |
| 10º     | Wanna One       | "Energetic"            | 9.703     | 19/08/2017 |

## Programas similares
- SBS Inkigayo
- KBS Music Bank
- Mnet M! Countdown
- SBS MTV The Show
- MBC Music Show Champion